# Discothyrea stumperi
Discothyrea stumperi är en myrart som beskrevs av Baroni Urbani 1977. Discothyrea stumperi ingår i släktet Discothyrea och familjen myror. Inga underarter finns listade i Catalogue of Life.